# Taïpi
Taïpi est un roman autobiographique de l'écrivain américain Herman Melville paru en 1846 sous le titre original : Typee: A Peep at Polynesian Life.

## Historique
Ce roman autobiographique relate un épisode de la jeunesse d'Herman Melville qui à la fin de décembre 1840 s'enrôle à Fairhaven à bord du baleinier Acushnet appareillant pour le Pacifique. En juillet 1842, alors qu'il aborde l'île de Nuku Hiva dans l'archipel des Marquises, Melville déserte, avec un compagnon, Richard Tobbias Greene, qui le quitte quelques jours plus tard. Ils restent dans les montagnes de l'île chez les Taïpis. Trois semaines plus tard, ayant regagné la côte, Herman Melville s'engage sur le baleinier australien Lucy Ann partant pour Tahiti.
À la fin de 1844, poussé par sa sœur Augusta, Herman Melville écrit le récit de ses aventures chez les Taïpis.
Le roman est dédié à Lemuel Shaw, président de la Cour Suprême de l'État du Massachusetts, ami d'Allan Melvill, le père de Herman. Herman Melville épousera sa fille Élisabeth en août 1847.

## Résumé
Au bout de six mois de campagne de pêche à la baleine, la Dolly fait relâche dans la baie de Taiohae. Après les privations et les brimades subies à bord, le narrateur, Tom, avec un camarade, Toby, désertent et gagnent l'arrière-pays, occupé par une tribu réputée cannibale, les Taïpis. Après plusieurs jours dans une montagne escarpée, retardés par une blessure de Tom, ils arrivent dans une vallée qu'ils croient occupée par les bienveillants Hapaas, rivaux des Taïpis. Or, ils sont bien arrivés chez les Taïpis, mais sont accueillis avec hospitalité et confiés à la famille de Maaheiao. Tom, rebaptisé Tommo, handicapé par sa blessure, est assisté par Kori-Kori pour ses déplacements et diverti par sa sœur, la belle Faïaohaé. Toby, avec le consentement des Taïpis, part chercher des médicaments, mais ne revient pas. Tommo, résigné et guéri miraculeusement, explore la vallée avec Faïaohaé, assiste à la fête des Calebasses dont les rites lui échappent. Après avoir trouvé trois têtes embaumées, dont celle d'un Blanc, et assisté, caché, à un sacrifice cannibale, il redoute d'être la prochaine victime. Grâce à la complicité de sa famille adoptive, il réussit à s'échapper et à rejoindre un baleinier parti à sa recherche.
Le roman est suivi d'un appendice prenant la défense de l'amiral Paulet pour son action à Hawaii et de L'Histoire de Toby, son compagnon retrouvé en juillet 1846.

## Éditions

### Éditions originales en anglais
- Récit d'un séjour de quatre mois parmi les naturels d'une vallée des îles Marquises ou, Aperçu de la vie en Polynésie, chez l'éditeur Murray à Londres, 21 février 1846.
- Taïpi : Aperçu de la vie en Polynésie / durant un séjour de quatre mois dans une vallée des Marquises, chez l'éditeur Wiley & Putnam à New York, 17 mars 1846.

### Traductions en français
- Typee, traduit par Miriam Dou-Desportes, Librairie des Champs Elysées, Paris, 1929.
- Taïpi, traduit par Théo Varlet et Francis Ledoux, éditions Gallimard, 1952.
- Taïpi, révision de la traduction par Philippe Jaworski, Herman Melville, Œuvres, I, Bibliothèque de la Pléiade, éditions Gallimard, 1997.